# Magni (azienda)
Magni è una azienda italiana che costruisce motociclette special con sede nella città di Samarate in provincia di Varese.

## Storia

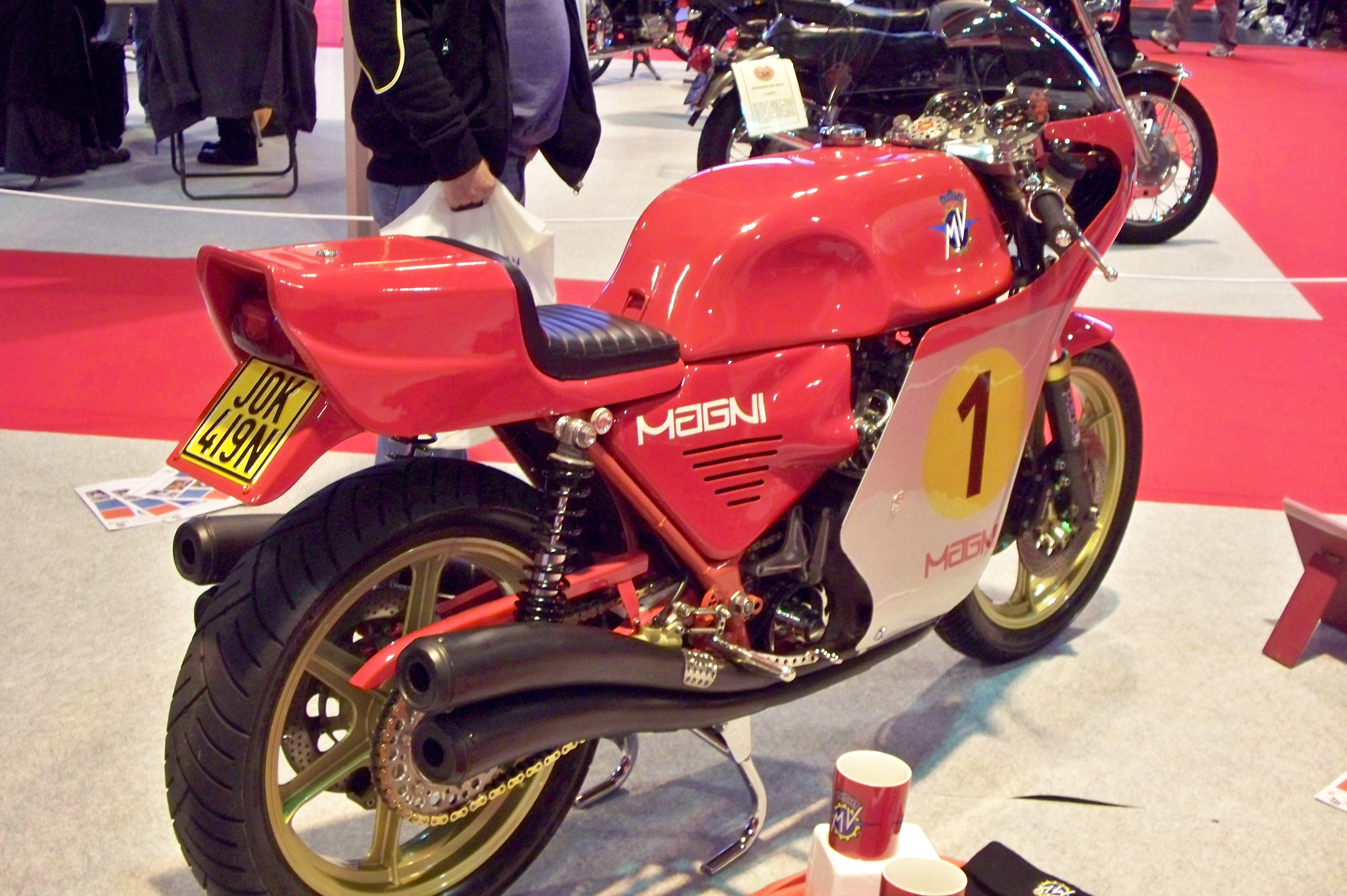
La MV Agusta 750 America trasformata da Magni con trasmissione a catena.

Arturo Magni (24 settembre 1925 - 2 dicembre 2015) comincia la sua carriera nel settore motociclistico nel 1947 all'interno del Reparto Corse della Gilera.  Nel 1950 passa nel Reparto Corse di MV Agusta e vi rimane fino al ritiro dalle competizioni di quest'ultima alla morte del conte Agusta nel 1976, quando aveva raggiunto la posizione di Capo Reparto Corse.
Nel 1977, assieme ai suoi figli, inizia l'attività in proprio costruendo parti speciali per le MV Agusta di serie nella sua officina, la Elaborazioni Magni. In particolare, la trasformazione più impegnativa e più richiesta dalla clientela consiste nella sostituzione della pesante e rigida trasmissione a cardano della quattro cilindri 750 con una più sportiva trasmissione a catena. Successivamente costruisce il suo primo telaio, in tubi al Cr-Mo, intorno al quattro cilindri MV Agusta. 

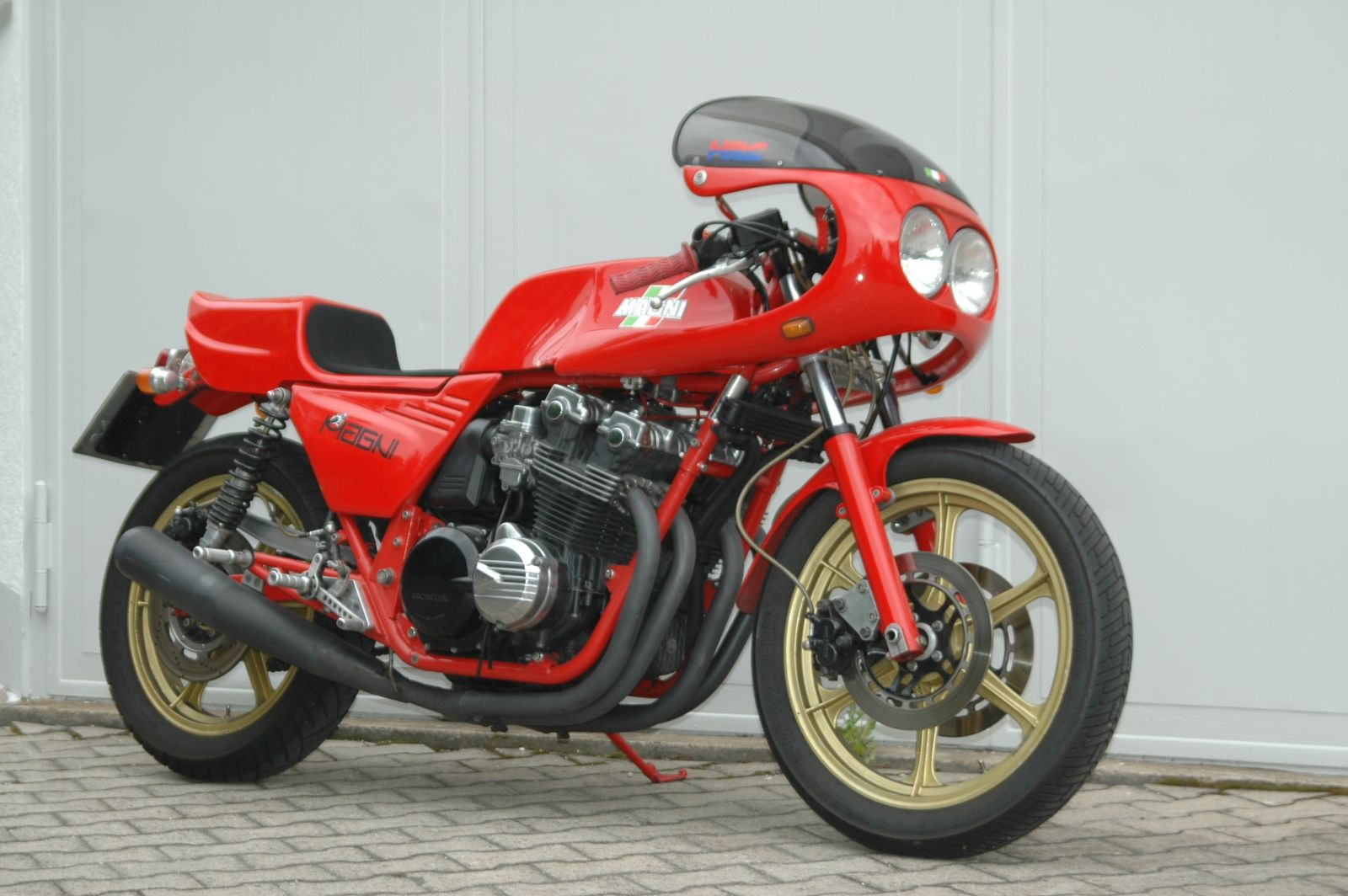
La Magni MH2 del 1981

Questo telaio dimostrò ottime doti dinamiche, e spinse Magni a costruire pochi anni dopo la sua prima moto, la MH1, dotata di motore Honda CB900F Bol d'Or a quattro cilindri.
La MH1, che ha molte parti in comune con il modello Honda da cui deriva, venne subito affiancata dalla MH2, dove solo il motore era di provenienza esterna alla Magni. Notevole fu il successo di questo modello che raggiunse una produzione di circa 300 pezzi.

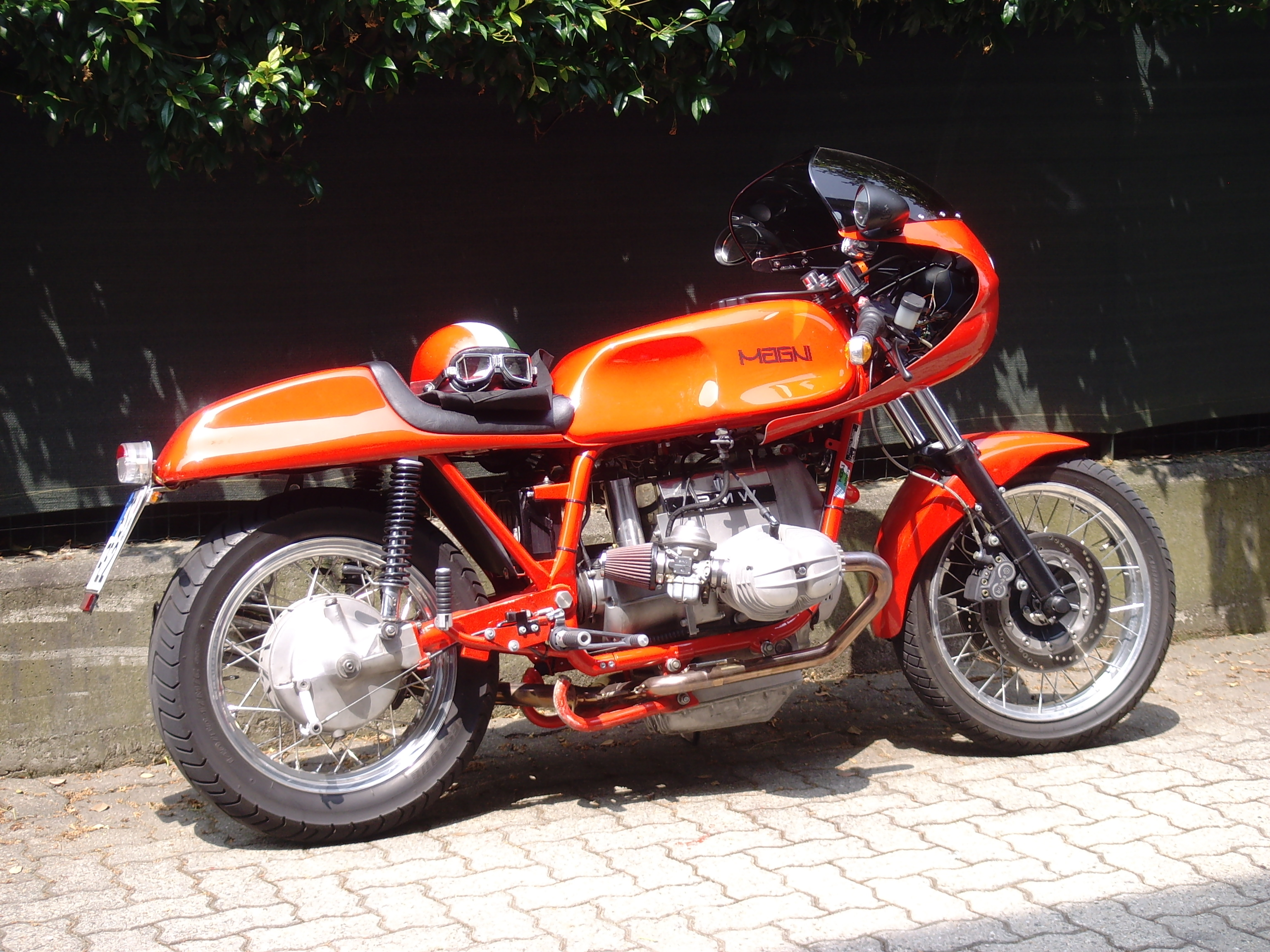
La Magni MB1 del 1982

Nel 1982 Magni, partendo da un motore BMW boxer da 1000 cm³, presenta la MB1 e la MB2. Anche in questo caso la 1 ha molti particolari in comuni con la moto da cui deriva mentre la 2 è una moto Magni completa, ad esclusione del motore.
Nel 1985 Magni inizia la collaborazione per la fornitura dei motori V2 di 90° frontemarcia con la Moto Guzzi di Mandello del Lario. Questa scelta è dettata dalla volontà di costruire moto che potessero fregiarsi dell'appellativo di “italiane”, in un momento nel quale l'unico altro produttore nazionale di motori di grande cilindrata, la Ducati, stava appena provando a riemergere dalla comatosa situazione industriale che aveva spinto l'IRI a cederla al gruppo Cagiva.
Il primo modello motorizzato Moto Guzzi è la LeMans (nome appartenuto a diverse serie di Moto Guzzi entrate a far parte della storia), una sportiva con motore Le Mans 1000 da 80 CV su cui Magni monta per la prima volta la sospensione posteriore (da lui brevettata) denominata parallelogrammo, progettata per eliminare le tipiche reazioni della trasmissione a cardano. Il parallelogrammo è ancor oggi montato sulle Magni in produzione.

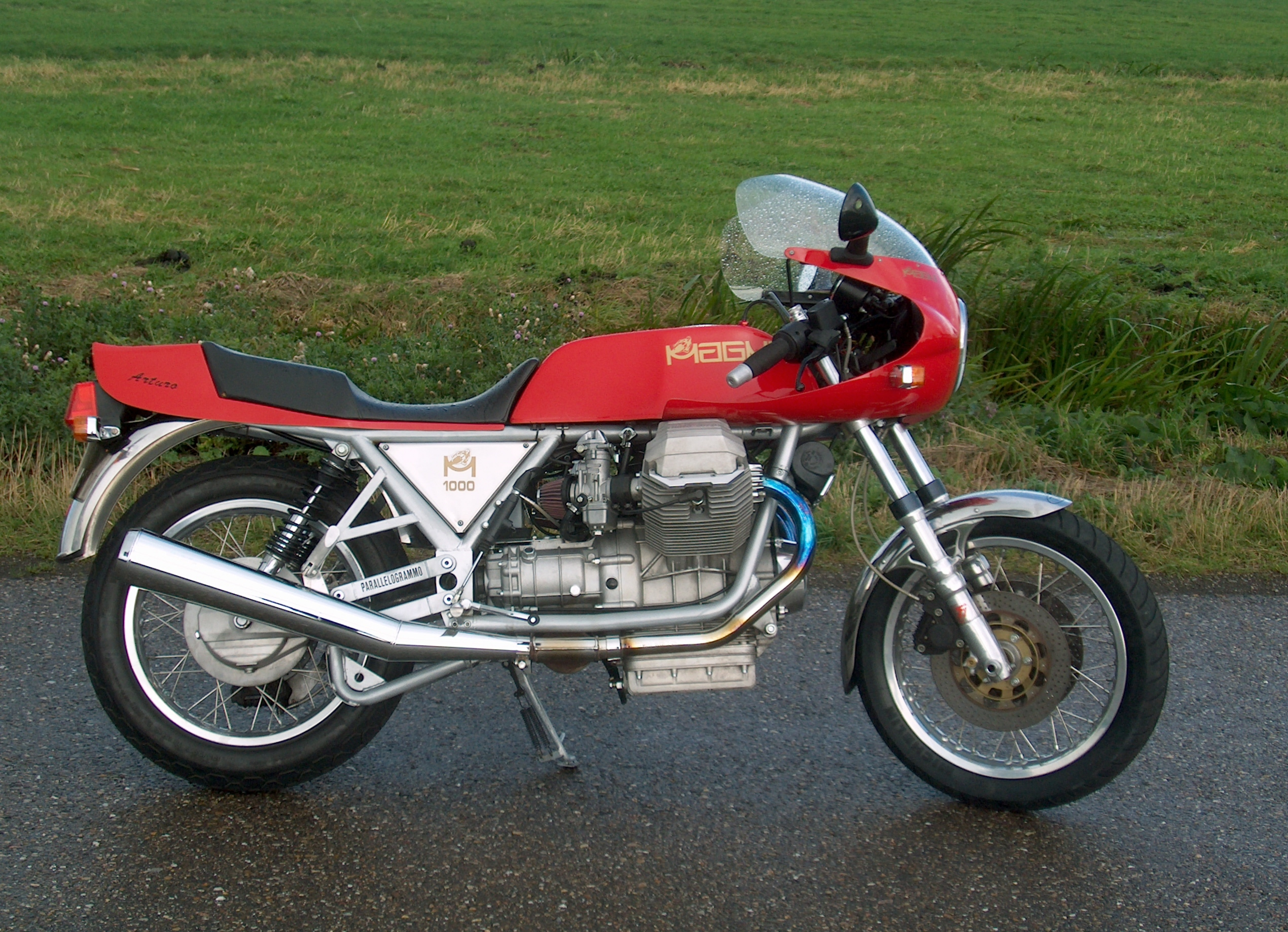
La Magni-Guzzi Arturo del 1987

Nel 1987 è la volta della Classico 1000 e della Arturo 1000, modelli che si rifanno allo stile degli anni settanta. La Classico 1000 era una pura naked, la Arturo 1000 invece montava una semicarena.
Nel 1989 Magni presenta il modello Sfida 1000 che si rifà invece alle moto sportive degli anni sessanta.
Nel 1992 viene presentata la Sfida 400, versione motorizzata con una meccanica Guzzi "serie piccola" nella versione di 378 cm³ destinata al solo mercato giapponese. Il motivo di tale scelta fu di aumentare i potenziali clienti, visto che in Giappone le moto con cilindrata superiore a 400 cm³ sono gravate da tasse elevate e necessitano di una patente speciale.
Nel 1990 viene commercializzata la Australia, moto da competizione dotata del motore Moto Guzzi a quattro valvole per cilindro della Daytona 1000, che corse con lusinghieri risultati nelle gare australiane riservate alle bicilindriche. Da qui il nome di Australia. La versione stradale omologata, dotata di rinnovatotelaio a culla aperta e monoammortizzatore posteriore, venne alla luce solo nel 1993.

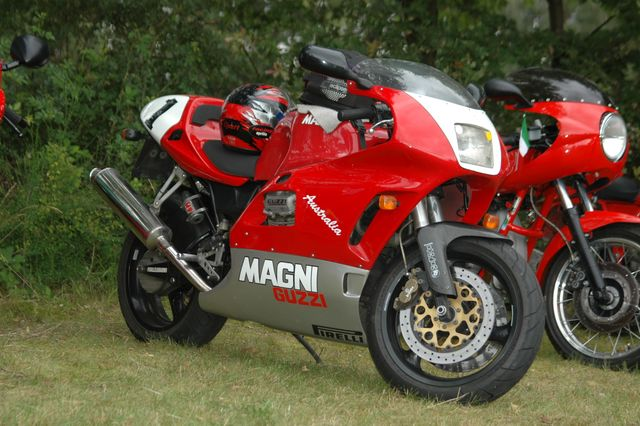
La Magni Australia del 1993

La Sfida 1100 venne commercializzata a partire dal 1995 con un telaio evoluto rispetto alle moto che la hanno preceduta, nel 1997 questo modello (a carburatori) viene sostituito dalla Sfida 1100 i.e. biposto, dotata del nuovo motore ad iniezione elettronica.
Alla fine dello stesso anno la Sfida 1000 4V monta invece l'ultimo aggiornamento del motore 1000 cm³ a quattro valvole per cilindro.
Nel 1998 la Australia viene aggiornata e prende il nome di Australia '98, monta un nuovo motore a quattro valvole potenziato fino a 102 CV della Daytona RS ed un nuovo telaio.
Sempre dello stesso anno il modello celebrativo per i 20 anni di attività della Magni, la Giappone 52, prodotta in serie limitata.

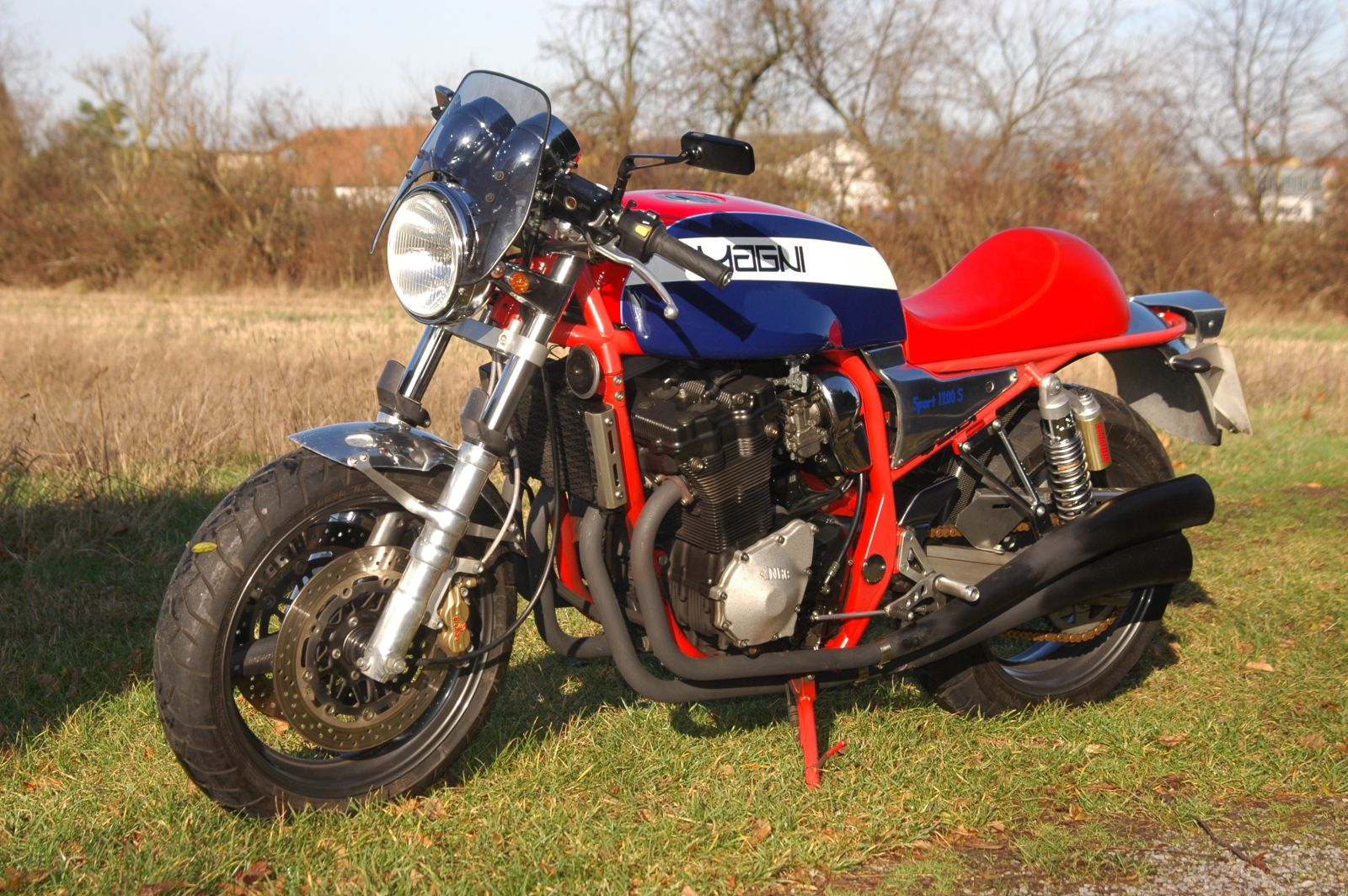
La Magni Sport 1200 S del 2000

Nel 2000 Magni torna al suo primo amore, il motore a 4 cilindri, nasce la Sport 1200 S. Partendo dalla Suzuki GSX 1200, il cui propulsore dichiara 98 cavalli, ha modificato l'assetto installando le forcelle anteriori telescopiche Ceriani con regolazione idraulica in estensione e in compressione.
Caratteristica del nuovo modello è la ripresa delle linee della più classica delle moto italiane della fine anni sessanta, primi anni settanta: la MV Agusta 750S.
Nata come modello dedicato al mercato del sol levante è in sostanza una celebrazione delle moto con cui i giapponesi negli anni settanta hanno conquistato i mercati di tutto il mondo.
Magni, oltre a costruire le moto che portano il suo nome, è attiva anche nella costruzione di special su ordinazione nonché di parti speciali e pezzi per il restauro di MV Agusta.
Nel 2011 viene realizzata la Experience, una special da competizione che viene schierata al Bol d'Or Classic di quell'anno, seppure fuori classifica..

## La gamma attuale
- Australia 98
- Sfida 1100 i.e. biposto - Sfida 1000 4V
- Giappone 52
- Sport 1200 S
- Magni Storia (special su base MV Brutale 1090)
- Magni Filo Rosso (motore MV 798 tre cilindri in linea del modello MV Brutale)